# Indian Wells Challenger 1995
L'Indian Wells Challenger 1995 è stato un torneo di tennis facente parte della categoria ATP Challenger Series nell'ambito dell'ATP Challenger Series 1995. Il torneo si è giocato a Indian Wells negli Stati Uniti dal 27 febbraio al 6 marzo 1995 su campi in cemento.

## Vincitori

### Singolare
Tommy Ho ha battuto in finale  Oliver Gross con il punteggio di 6–7, 7–6, 6–2

### Doppio
Nicklas Kulti /  Mikael Tillström hanno battuto in finale  Jan Apell /  Mike Bauer con il punteggio di 7–6, 6–4